# ТЕС Тегета
6°40′26.8″ пд. ш. 39°11′14.3″ сх. д. / 6.674111° пд. ш. 39.187306° сх. д.
ТЕС Тегета — теплова електростанція в Танзанії, розташована на західній околиці столиці країни Дар-ес-Салама.
Проектом станції з середини 1990-х років опікувалась малайзійська компанія Mechmar, котра залучила фінансування кількох сінгапурських банків. Втім, станцію ввели в дію лише у 2002 році, коли в Танзанії виникла напружена ситуація з енергопостачанням, зумовлена, зокрема, зниженням виробітку гідроелектростанцій через кілька маловодних років поспіль. Основне обладнання ТЕС становили десять дизель-генераторів виробництва фінської компанії Wartsila загальною потужністю 103 МВт.
Як паливо станція використовує нафтопродукти, що робить її продукцію вельми дорогою. Із запуском у 2015 році газопроводу Мтвара — Дар-ес-Салам, який постачає блакитне паливо з півдня країни, виникли плани переведення ТЕС Тегета на газ.
Можливо також відзначити, що поряд з електростанцією компанії IPTL з 2009 року працює ТЕС Тегета, яка належить оператору енергосистеми країни Tanesco та має потужність 45 МВт.